# Selezione maschile di rugby a 15 dell'Africa Orientale
La Selezione di rugby a 15 dell'Africa Orientale (East Africa rugby union team) è una selezione internazionale di Rugby a 15 composta da giocatori provenienti da Kenya, Uganda e Tanzania, La selezione ha giocato diversi incontri internazionali, in particolare contro i British Lions quando questi si recavano in tour in Sudafrica. Quando la selezione si reca in tour (ne sono stati disputati sette tra il 1955 e il 1982) prende il nome di Tuskers.
A partire dal 1982 la squadra ha smesso di disputare partite ma nonostante questo non è mai stata soppressa ufficialmente, infatti la RFUEA continua ad esistere come organismo sovranazionale del rugby nei tre paesi coinvolti. Nel 2012 si è parlato di un possibile ritorno.

## Storia

### Primi anni
La prima organizzazione di governo del rugby nell'Africa britannica fu la Rugby Football Union of Kenya (RFU-K) fondata nell'agosto 1921 ed aveva giurisdizione non solo sul Kenya ma anche sull'Uganda e Tanganyika tramite associazioni locali ad essa affiliate. Durante questo periodo in molteplici occasioni selezioni provenienti da università o addirittura da imbarcazioni della Royal Navy di stanza nella zona sfidavano selezioni locali. Nel 1929 una selezione formata dai migliori elementi delle principali università sudafricane affrontò un lungo tour della regione e si ebbero i primi tentativi per formare una selezione rappresentativa dell'Africa Orientale Britannica, senza tuttavia avere successo. Nel 1935 una nuova selezione formata da giocatori della Stellenbosch University capitanata da Danie Craven affrontò un tour nella zona e propose un match contro una selezione dei migliori giocatori locali, ma anche stavolta la cosa non ebbe seguito.
La prima squadra a portare il nome di Africa Orientale (East Africa) fu una selezione costituita unicamente per affrontare il club di rugby dell'Università di Città del Capo in tre incontri nel gennaio 1950. Per questi match la maggior parte del team era formata da coloni bianchi, a causa della scarsa diffusione del rugby presso le popolazioni indigene. I sudafricani riuscirono ad imporsi in tutti gli incontri con i punteggi di 5-33, 0-16 e 9-27.
Nel 1953 fu costituita la Rugby Football Union of East Africa (RFUEA), a causa della disorganizzazione in cui versava la RFU-K, con l'intento di coordinare le attività rugbistiche della zona. In seguito si formarono la Tanganyika Rugby Football Union (TRFU) nel 1954 e la Uganda Rugby Football Union (URFU) nel 1955, entrambe poste sotto il controllo della RFUEA. In conseguenza a ciò la RFU-K divenne priva di scopo e fu pertanto disciolta nel 1956 e le sue associazioni subordinate passarono sotto il diretto controllo della RFUEA.

### I tour in Africa
La formazione della RFUEA promosse immediatamente la creazione di una selezione stabile, basandosi sull'esperienza di quella costituita occasionalmente nel 1950. L'idea di organizzare un tour fu concepita da Archie Evans, egli era al contempo manager della squadra di atletica keniota e giocatore di rugby; al ritorno di una visita in Zambia con la squadra di atletica iniziò a prendere accordi per organizzare un tour nel Copperbelt (parte dell'attuale Zambia e Repubblica Democratica del Congo). Il tour ebbe luogo tra agosto e settembre 1954 ed i giocatori furono selezionati basandosi sulle performance di un solo incontro, giocato tra Kenya e Tanganica poco prima dell'inizio del tour. Sfortunatamente il miglior giocatore dell'Africa orientale A.I. McLean non poté prendere parte alla spedizione poiché le date scelte dalla federazione coincidevano con quella del proprio matrimonio. La squadra partì il 17 agosto da Nairobi e disputò la prima partita a Ndola contro il Ndola Wanderers RFC, l'East Africa si impose 13-5. Seguirono altre tre vittorie in altrettante partite sempre contro selezioni improvvisate composte da giocatori locali, prima della sconfitta 29-11 a Luanshya contro una selezione formata dai migliori giocatori della zona chiamata Copperbelt XV. Il tour si concluse poi con altre tre vittorie contro Roan Antelope RFC, Broken Hill RFC e Lusaka RFC
Un anno dopo il tour, la selezione dell'Africa Orientale giocò il suo primo test match ufficiale contro i British Lions. I britannici avevano appena concluso un tour in Sudafrica e sulla via del ritorno si fermarono a Nairobi, la partita fu vinta dai Lions per 12-39. Dopo aver disputato alcune amichevoli contro club universitari la selezione affrontò nuovamente un match di alto livello nel 1958 contro i Barbarian F.C., perdendo 12-52. Nel 1961 gli Springboks si fermarono a Nairobi di ritorno da un tour in Europa in cui avevano vinto quasi tutte le partite, per disputare un match contro la squadra dell'East Africa, stavolta la differenza di valore in campo era tale che i sudafricani vinsero 39-0.
L'anno seguente fu organizzato un secondo tour, nuovamente nella regione di Copperbelt, stavolta tuttavia i risultati furono meno incoraggianti. I Tuskers vinsero i primi due incontri contro il Ndola Wanderers RFC e il Mufulira RC ma persero i successivi quattro. Nello stesso anno i British Lions, come sette anni prima, si fermarono nuovamente a Nairobi al termine di un tour contro i sudafricani, i britannici vinsero ben 50-0 con 11 mete segnate.
Tra il 1963 e il 1966 la selezione fu poco attiva in quanto le nazioni membri della RFUEA aderirono al boicottaggio sportivo del Sudafrica e i club delle università sudafricane non furono più i benvenuti a giocare. Nonostante questo non mancarono alcune sfide di alto livello. Su tutte si ricorda la vittoria 11-8 contro il Richmond FC nel 1963 e il test match perso 8-26 nel 1964 contro la nazionale gallese.

### I tour in Europa
Nel settembre del 1966 per ravvivare l'interesse fu organizzato un tour, stavolta non più nella vicina Africa centrale ma addirittura in Inghilterra, contro alcuni blasonati club locali. Gli africani erano capitanati da B.G. Granville-Ross ed affrontarono in ordine Richmond FC, Blackheath F.C., Anti-Assassins, Wilmslow RFC, Vale of Lune RUFC, Harlequin F.C. ed infine Fylde RC. I risultati tuttavia furono molto negativi in quanto tutte le partite vennero perse.
Tra il 1966 e il 1972 la selezione non prese parte a nessun tour, tuttavia occasionalmente alcune squadre di club che visitarono la regione si fermarono a giocare contro i Tuskers. I risultati furono anche in questo caso impietosi, in particolare la sconfitta 5-15 contro una selezione formata da militari provenienti dal Middle East Command deluse le aspettative. In seguito anche squadre come il Middlesex County XV e il Cork Constitution sconfissero l'East Africa. La serie di sedici sconfitte consecutive fu interrotta nel 1971 grazie alla vittoria 24-8 contro il Blackrock College RFC.
Le sfide con i club britannici proseguirono e sfociarono nell'organizzazione di un tour in Irlanda nel 1972, stavolta i risultati furono migliori di quanto accaduto sei anni prima in Inghilterra in quanto l'East Africa riuscì a vincere tre delle otto partite. L'anno seguente i Tuskers ricevettero la visita dei Wasps RFC e degli Harlequin F.C. ma persero entrambe le partite. Il rapporto con i club britannici si deteriorò in seguito alla decisione delle società iscritte alla Rugby Football Union di non prendere parte al boicottaggio contro il Sudafrica, provocando pertanto la rappresaglia della RFUEA che smise di invitare gli inglesi. In seguito a questo gli africani ricevettero offerte da club francesi, italiani e argentini ma poche di queste si realizzarono nell'organizzazione di qualche match.

### Gli ultimi anni
A causa degli scarsi risultati e della maggiore visibilità delle varie selezioni nazionali dei paesi membri della RFUEA l'interesse per la selezione dell'Africa Orientale nella seconda metà degli anni '70 andò scemando. Il 1974 trascorse senza nessun evento e nel 1975 la squadra si recò nuovamente in Zambia per un tour. I Tuskers disputarono sei partite, vincendone cinque (contro modeste selezioni locali, anche dilettantistiche) ma perdendo la più importante ovvero il test match internazionale contro la nazionale dello Zambia, al suo esordio ufficiale, per 15-18.
Nel 1976 gli africani ricevettero la visita della squadra italiana Rugby Roma Olimpic 1930, giocando due partite, concluse con una sconfitta 6-9 ed un pareggio 9-9 (l'unico di tutta la storia della selezione). Dopo tre anni di inattività, nel 1979, la squadra affrontò in un incontro amichevole il Blackheath F.C. per poi recarsi in Zambia. Il tour era composto unicamente dal test match contro la nazionale zambiana e stavolta i Tuskers si presero la rivincita della sconfitta di quattro anni prima vincendo 21-13. Dopo questi due eventi la nazionale scomparve per altri tre anni.
Nel 1982 la selezioni si costituì nuovamente per recarsi in tour in Zambia e Zimbabwe. Nei quattro incontri del tour l'East Africa ottenne tre vittorie ed una sconfitta, nel test match finale del tour contro lo Zimbabwe i Tuskers furono sconfitti di misura 12-15. Questa è ad oggi l'ultima apparizione della selezione.

## Statistiche
Statistiche relative ai soli test match ufficiali
| Avversario    | Giocate | Vinte | Perse | Pareggi | % Vittorie |
| ------------- | ------- | ----- | ----- | ------- | ---------- |
| British Lions | 2       | 0     | 2     | 0       | 0%         |
| Sudafrica     | 1       | 0     | 1     | 0       | 0%         |
| Galles        | 1       | 0     | 1     | 0       | 0%         |
| Zambia        | 2       | 1     | 1     | 0       | 50%        |
| Zimbabwe      | 1       | 0     | 1     | 0       | 0%         |
| Total         | 7       | 1     | 6     | 0       | 14,3%      |